# Cinachyrella apion
Cinachyrella apion är en svampdjursart som först beskrevs av Uliczka 1929.  Cinachyrella apion ingår i släktet Cinachyrella och familjen Tetillidae.
Artens utbredningsområde är havet kring Brittiska Jungfruöarna. Inga underarter finns listade i Catalogue of Life.